# Siuru

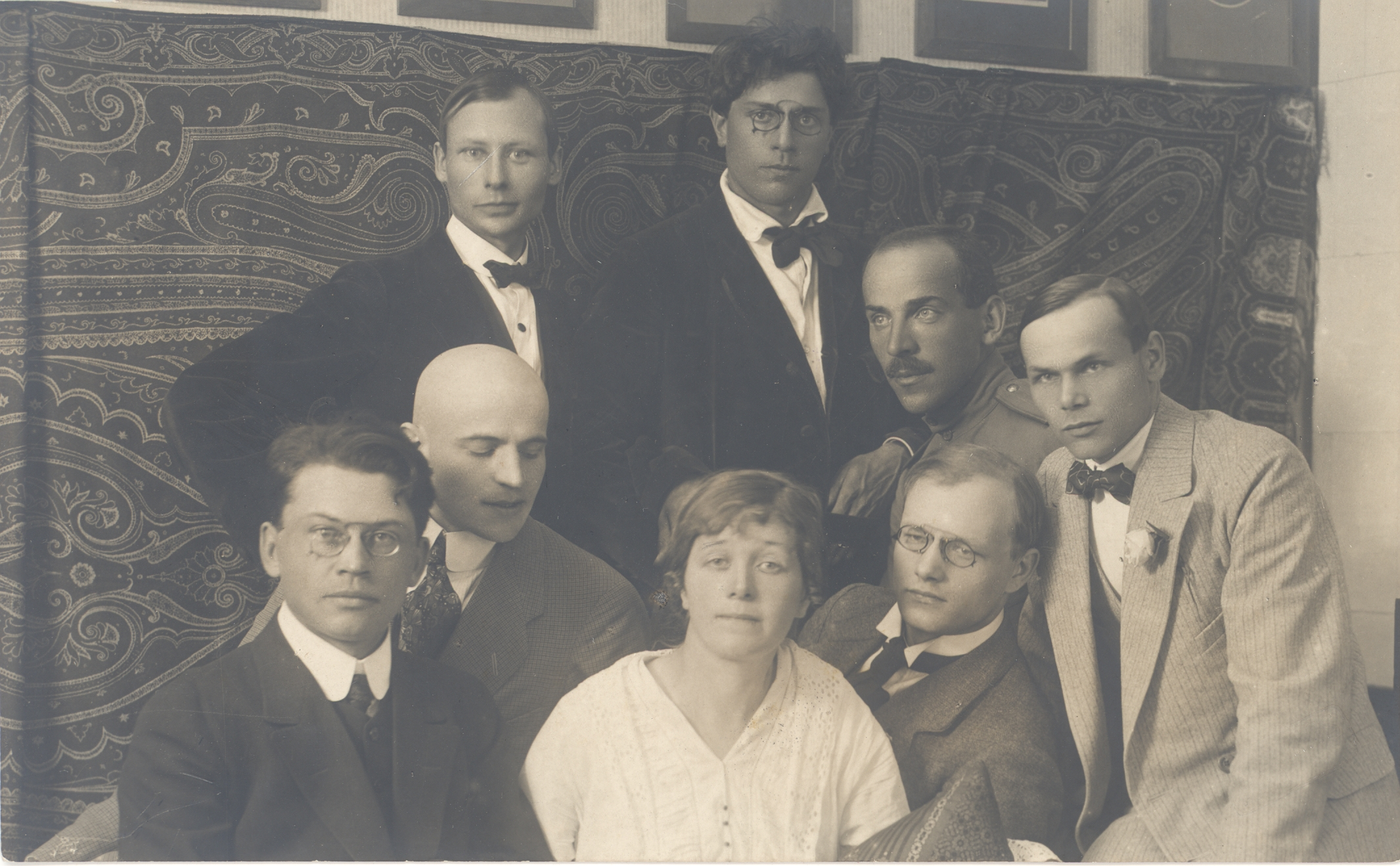
Siuru (1917). Untere Reihe von links: Friedebert Tuglas, Artur Adson, Marie Under, August Gailit, Johannes Semper, Henrik Visnapuu; obere Reihe von links: Peet Aren, Otto Krusten

Die literarische Gruppierung Siuru wurde 1917 in Estland gegründet und bestand offiziell bis 1920. Sie verstand sich nicht unbedingt als Gegenbewegung zur intellektuellen Noor-Eesti-Tradition, sondern eher als Fortsetzung oder Auffrischung, zumal es auch personelle Überschneidungen gab. Der Name der Gruppierung bezeichnet einen mythologischen Feuervogel, der im 19. Gesang des Kalevipoeg vorkommt.

## Mitglieder
Die Gruppe bestand ursprünglich aus fünf Personen: Hauptinitiator und formal Geschäftsführer war der aus dem Exil zurückgekehrte Friedebert Tuglas, zur Präsidentin wurde die Lyrikerin Marie Under gewählt, Schatzmeister wurde Artur Adson. Die beiden anderen Mitglieder waren August Gailit und Henrik Visnapuu. Im Juli stieß Johannes Semper als sechster hinzu. 1919 verließen Gailit und Visnapuu im Streit die Gruppe, stattdessen wurden Johannes Barbarus und August Alle aufgenommen.
Ursprünglich war auch die Beteiligung von Künstlern vorgesehen, aber da sie bei späteren Treffen nicht mehr auftauchten, blieb die Vereinigung eine rein literarische Organisation. Viele andere Personen standen der Gruppierung nahe, ohne jedoch offiziell Mitglied zu sein, etwa Richard Roht, Jaan Oks, Alexander Tassa, Aino Kallas, Johannes Aavik oder Villem Ridala.

## Programm
Ziel der Gruppe war zum einen, die junge estnische Literatur institutionell voranzutreiben und auch zu verbreiten, zum anderen eine besonders dem Symbolismus und dem Impressionismus verpflichtete ästhetische Erneuerung und Weiterentwicklung der estnischen Literatur.
Letzteres wurde vor allem mit teils erotischen, teils als skandalös empfundenen und bewusst irritierenden Gedichten versucht. Siuru betonte dabei die Freiheit des menschlichen Geists. Carpe diem! wurde eines der Schlagworte der Gruppe, die als Zeichen der Verbundenheit weiße Chrysanthemen verwendete. Patriotismus und Nationalismus waren den Vertretern einer Vie bohème eher fremd.
Das erste Anliegen der Siuru-Mitglieder lässt sich dadurch erklären, dass das estnische Verlagswesen infolge des Ersten Weltkriegs praktisch völlig am Boden lag. Man wollte durch die Herausgabe eines Literaturalmanachs und einzelner Bücher sowie durch Veranstaltung von Literaturabenden und Lesungen auf dem flachen Lande die Literatur „unters Volks“ bringen. Das hierzu erforderliche Startkapital beschaffte man sich durch einen mit großem Reklameaufwand angekündigten Literaturabend im Tallinner Estonia-Theater (25. September (alten Stils) 1917), auf dem Marie Unders Debütband „Sonette“ (estn. Sonetid) vorgestellt wurde und der einen Reingewinn von knapp 3.000 Rubeln einbrachte. Damit wurden die Kosten für die folgenden Gedichtbände gedeckt, die in rascher Folge noch im Herbst oder Winter desselben Jahres erschienen. So hatte die Vereinigung aus dem Stand heraus im Jahr 1917 für ein Sechstel der literarischen Produktion in Estland gesorgt.

## Bedeutung
Durch die auffällige Aktivität der Gruppierung wird das Frühjahr 1917 in der estnischen Literaturgeschichtsschreibung der Siuru-Frühling genannt. Die Tätigkeit von Siuru wurde wegweisend für die weitere Entwicklung der estnischen Literatur, die in den frühen 1920er-Jahren durch die Gründung des Schriftstellerverbandes und der bis heute bestehenden Zeitschrift Looming einen festen institutionellen Rahmen bekam.
Trotz der Aufsehen erregenden Lyrik darf man die Siuru-Gruppe nicht in eine ästhetisierende Ecke abdrängen. Gesellschaftliches Engagement war den Mitgliedern nicht fremd, wie die Popularisierung der Literatur ja zeigt. Zudem kann man eine gewisse Nähe zum Expressionismus feststellen, wenn man an die Illustration von Nikolai Triik zum ersten Siuru-Album oder Marie Unders Übersetzungen zeitgenössischer, d. h. expressionistischer deutscher Lyrik im dritten Album denkt.

## Einzelbelege
1. ↑  August Eelmäe: A.Adsoni ja F. Tuglase kirjavahetus. In: Keel ja Kirjandus 32 (1989), S. 626.
2. ↑  Cornelius Hasselblatt: Geschichte der estnischen Literatur. Von den Anfängen bis zur Gegenwart. Berlin, New York: Walter de Gruyter 2006, S. 417.
3. ↑  Nigol Andresen: Terendusi. Uurimusi ja artikleid. Tallinn: Eesti Raamat 1979, S. 124.